# Antonina De Gerando
Antonina De Gerando (n. 13 februarie 1845, Paris, Monarhia din Iulie – d. 6 aprilie 1914, Cluj, Austro-Ungaria) a fost o pedagogă, scriitoare și traducătoare franceză, una dintre fondatoarele educației feminine din Transilvania.

## Biografie
Părinții ei au fost Auguste De Gerando și contesa Emma Teleki, descendentă a familiei Teleki. La vârsta de un an a venit în Ungaria, unde a învățat limba maghiară de la mătușa ei, artista Blanka Teleki. După moartea tatălui, familia s-a întors la Paris, așa că Antonina a urmat studiile acolo. Printre altele, ea a fost eleva lui Dániel Irinyi. În 1861 a devenit învățătoare, iar în 1864 a obținut calificarea de profesor. Vorbea fluent limbile părinților ei și cunoștea, de asemenea, limbile germană și latină. În 1865 și 1867 a vizitat Ungaria pentru o scurtă perioadă de timp și s-a stabilit acolo în 1872. A predat mai întâi la Asociația Națională pentru Educația Femeilor Pálné Veres și apoi la școala de meserii feminine din Budapesta, iar apoi din 1876 a predat cursuri particulare.
În 1880 primăria orașului Cluj a invitat-o ca directoare a nou-înființatei școli de fete din orașul de sus, în care erau instruite fetele cu vârsta de 12-18 ani. Școala dispunea inițial doar de patru clase și își avea sediul pe strada Ungurească nr. 17 (în prezent Bulevardul 21 Decembrie), iar din 1893 a fost extinsă la șase clase, cu peste trei sute de eleve. În septembrie 1901 a fost construită o nouă clădire a școlii lângă Parcul Central (ulterior sediul Universității Bolyai). Antonina De Gerando a condus școala timp de douăzeci și cinci de ani, perioadă care a fost cunoscută ca Dezserándó. În anul 1885 i s-a oferit postul de directoare de școală la Szabadkára (azi Subotica, Serbia), dar ea nu a vrut să-și părăsească școala și orașul.
A participat la lucrările Societății Pestalozzi, iar din 1889 a fost membru al departamentului de filozofie, istorie și limba maghiară al Asociației Muzeului Ardelean, președinte al Cercului Blanka și al Asociației pentru Protecția Animalelor din Cluj. A scris manuale și cărți pedagogice, a redactat revista pedagogică Nemzeti Nőnevelés. A participat la redactarea publicațiilor Societății Carpatine Ardelene. În 1891 a demisionat din funcțiile sale pentru a avea grijă de mama sa bolnavă, dar în schimb i s-a oferit un concediu de un an și a continuat să predea după moartea mamei sale până la pensionarea sa în 1912. A participat la comunicatul de presă al documentelor de limbă străină ale Asociației Carpatice Transilvane. 
Mormântul ei din Cimitirul Hajongard a fost desființat, iar cenușa sa a fost îngropată sub placa memorială pusă de Fundația Házsongárd. Între anii 1941 și 1964 strada de lângă Teatrul Maghiar de Stat din Cluj (către Parcul Central) i-a purtat numele; acum poartă numele strada Arany János.

## Lucrări

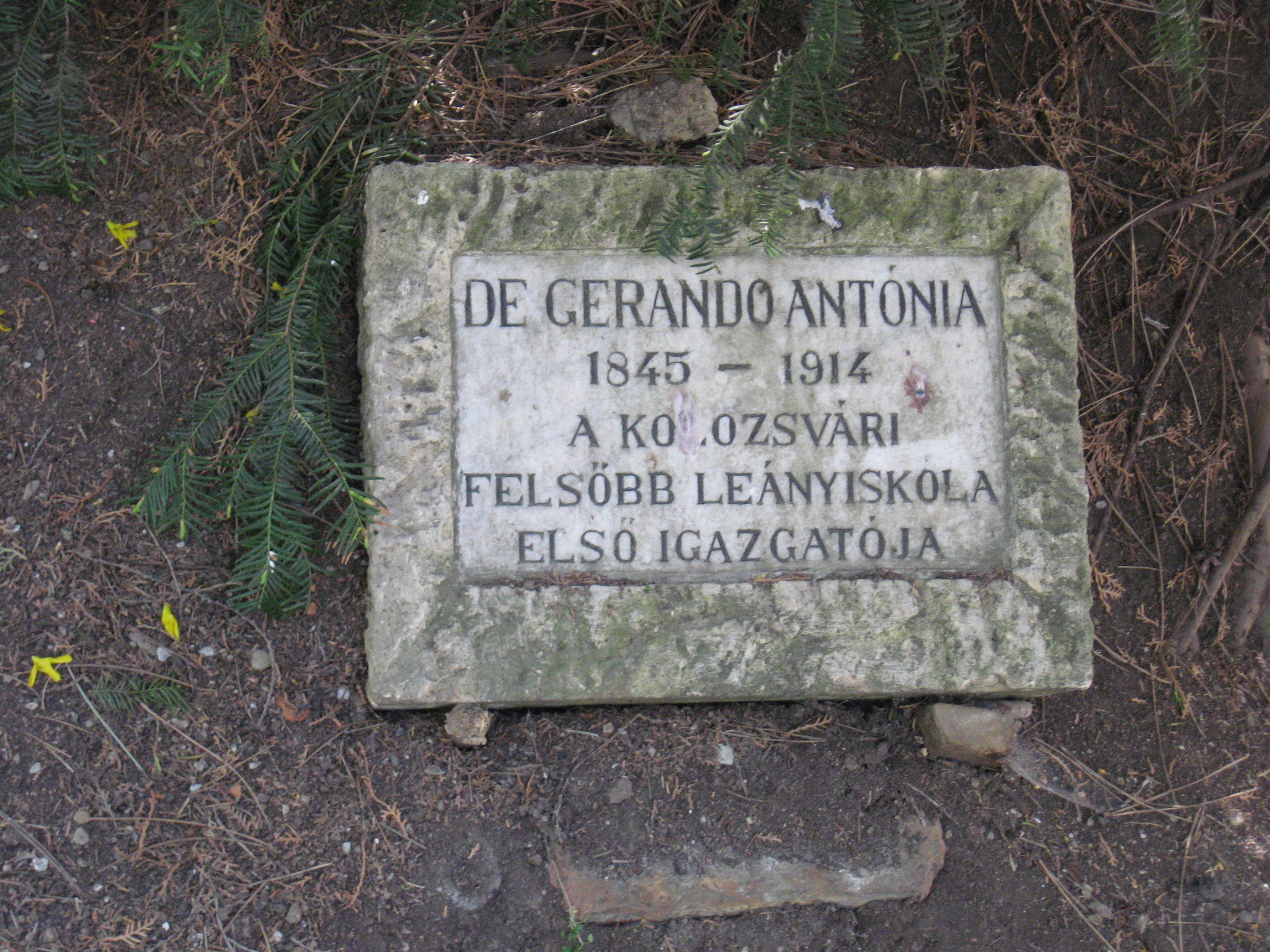
Piatra de mormânt din cimitirul Hajongard din Cluj

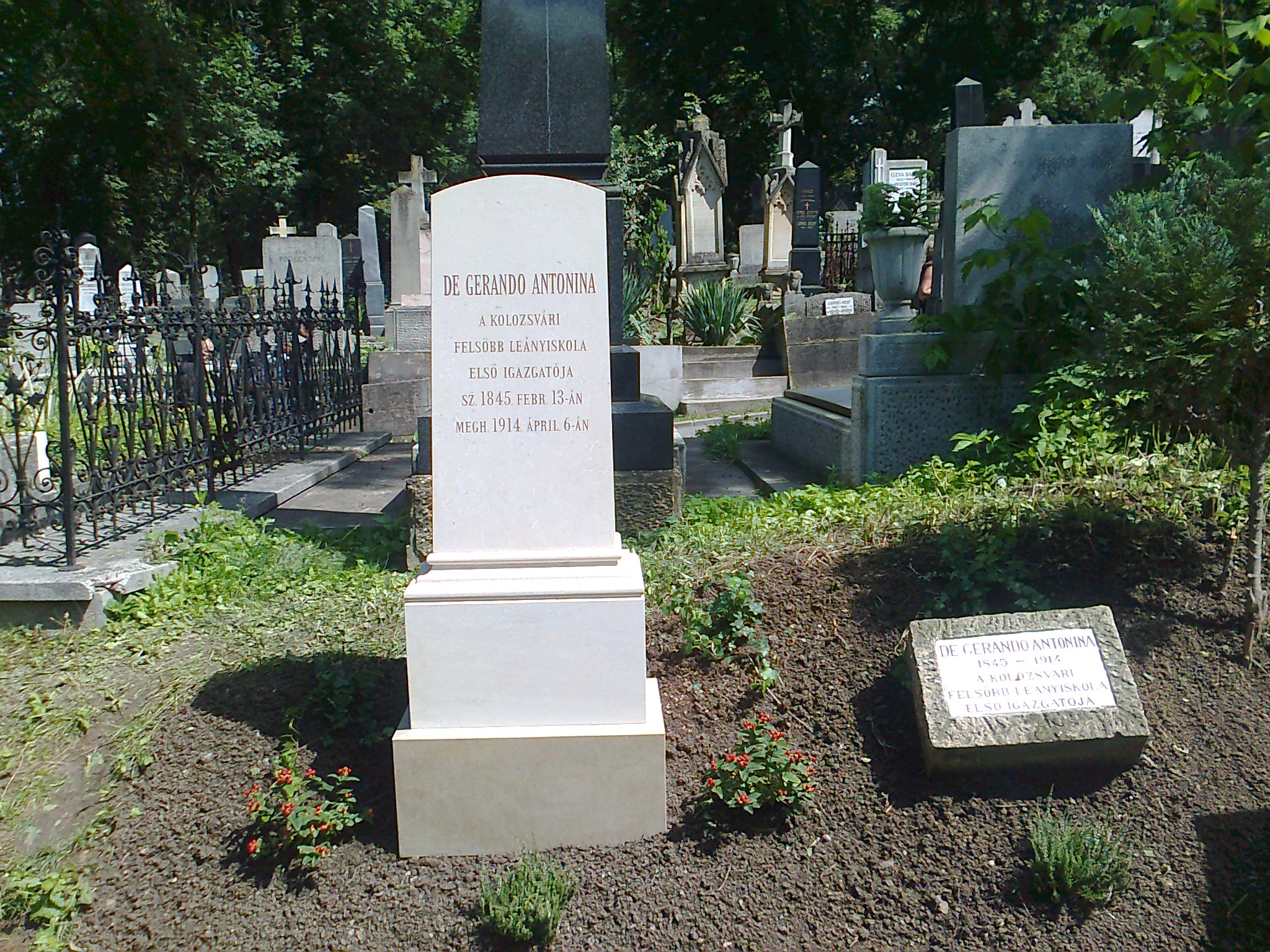
Un nou monument funerar ridicat în 2016 în Cimitirul Hajongard (lângă vechea piatră de mormânt)

- Elméleti és gyakorlati okadatolt eredeti magyar számtan, a méter-rendszer alapos ismertetésével. Algymnasiumok, képezdék, ipariskolák és magánhasználatra. Budapesta: Légrády. 1875.
- Lengyel- és Oroszország : Kosciusco legendája. Budapesta: Franklin. 1878.
- A munka történetének rövid vázlata. Budapesta: Légrády. 1880.
- Nőtan vagy az asszonyi hivatás tudománya. Intézetek, képezdék, felső nép- és polgáriskolák meg magánhasználat számára. Cluj: Stein J., 1880
- Neveléstan. Cluj. 1881.
- Háztartástan. Cluj. 1883.
- Hol a boldogság? Vigaszszó szenvedők s szerencsétlenek számára. Budapesta. 1884.
- Zene-elmélet és ének-iskola. Chevet-tanmód szerint. Budapesta. 1885.
- Franczia felsőbb leányiskolákról. Budapesta. 1885.
- Az emberiség jóltevői. Valódi nagy férfiak életrajza, Budapesta: Révai. 1887.
- Pali gyermeksége és ifjúsága : a 12-15 éves mindkét nemű ifjúság számára. Budapesta: Méhner. 1889.
- A legújabb nevelési reformok Francziaországban. In: Az Erdélyi Múzeum-Egylet Bölcselet-, Nyelv- és Történettudományi Szakosztályának Kiadványai. 1890
- Ifjusági szinművek. Budapesta: Nagel. 1891.
- Francia olvasókönyv felsőbb leányiskolák számára (Lectures francaises.), Pozsony, 1891
- Női élet, Cluj, 1892
- Gróf Teleki Blanka élete. Budapesta: Légrády. 1892.
- A kezdő franczia legelső mestere. Pozsony: Stampfel. 1893.
- Hogyan „lesz Magyarország?”. Cluj: Ajtai. 1894.
- Reformjavaslatok a felsőbb leányiskolákra nézve, Cluj: Ajtai. 1896.
- Franczia olvasókönyv : a magyarországi felsőbb leány-iskolák 2., 3., és 4. osztályai számára. Pozsony: Stampfel. 1896.
- A ki másra gondol : Egy felsőbbrendű társadalom első a-b-c-je. Budapesta: Légrády Testvérek. 1897.
- Jellemképzés az iskolában, Cluj, 1900
- Az eruditio csődje az iskolákban. Budapesta: Franklin. 1907.
- A szeretet nevelő hatalma. Budapesta: Franklin. 1907.
- A felsőbb leányiskolákról, Budapesta. 1913.

## Traduceri
- Théophile Gautier: Fracasse kapitány. Budapesta. 1873
- Eugène Noel: Egy együgyü ember emlékirataiból. Budapesta: Friebeisz. 1874.
- Mór Jókai: Le fils de l'homme au cœur de pierre (Fiii omului cu inima de piatră). Paris: Ollendorff. 1880.
- Jules Michelet: A franczia forradalom története. Cluj: Stein. 1884.
- George Sand: A hóember. Budapesta. 1887.
- Alfred Dumesnil: Művészi benyomások Rembrandt-tól Beethoven-ig. Cluj: Horatsik. 1893.
- Jules Michelet: D'Arc Johanna. Cluj: Ajtai. 1893.
- Louisa May Alcott: A kis Rózsa hat nagynénje és hét unokaöccse. Budapesta: Légrády. 1923.